# Église Saint-Privat de Saint-Privat-des-Prés
L'église Saint-Privat est une église catholique située à Saint-Privat-des-Prés, en France.
Elle fait l'objet d'une protection au titre des monuments historiques.

## Localisation
L'église est située dans le département français de la Dordogne, sur la commune de Saint Privat en Périgord, dans le village de Saint-Privat-des-Prés.

## Historique

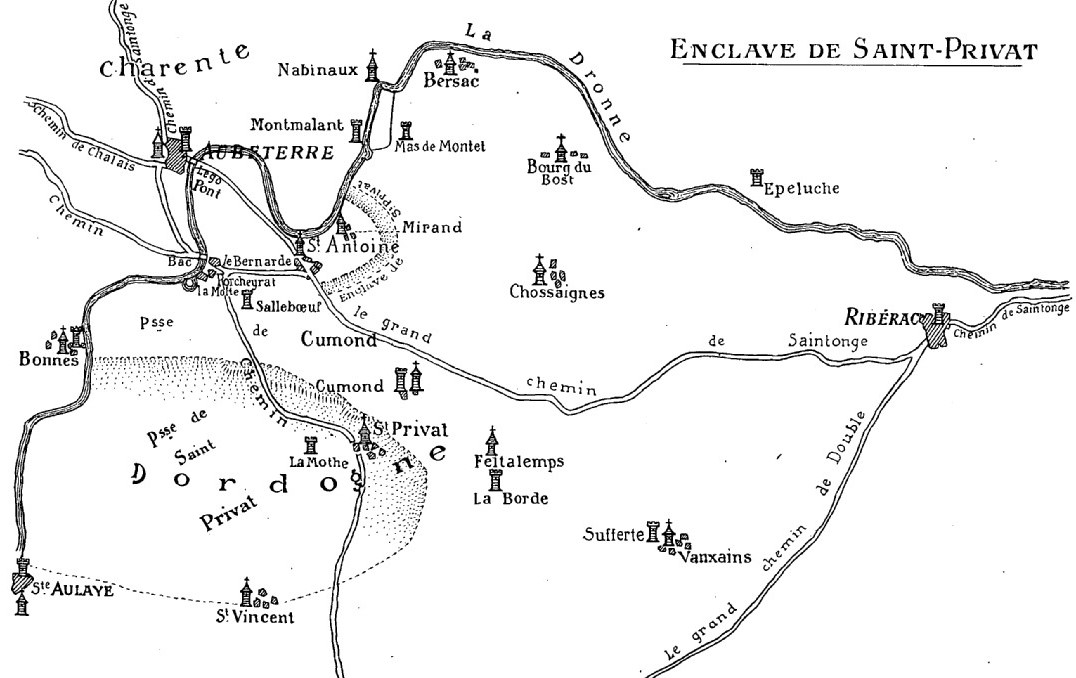
Les limites de la paroisse de Saint-Privat

Peu d'informations sont connues sur l'histoire de cette église. C'est à l'origine un prieuré conventuel bénédictin qui a dû être construit dans la première moitié du XIIe siècle. L'église est mentionnée pour la première fois en 1180 dans le cartulaire de l'abbaye de La Sauve-Majeure. Le prieur était à la collation de l'abbé d'Aurillac. C'est confirmé par la bulle papale de Nicolas IV qui confirme que Sanctus Privatus dépend de Saint-Géraud d'Aurillac et que la dîme doit lui être versée.
L'église est de style roman. L'édifice a dû être construit en trois périodes :
- le mur gouttereau sud et le mur nord du croissillon doivent dater du début du XIIe siècle,
- le reste de l'édifice doit être de la fin du XIIe siècle
- mais la partie supérieure des murs au niveau de la partie fortifiée a été élevée au début de la guerre de Cent Ans, au XIVe siècle.

Aucun document ne permet de préciser la donation à l'origine de sa construction. On peut remarquer que Saint-Privat se trouve en bordure de la forêt de la Double, sur le tracé de la voie normale reliant le Limousin au Bordelais. Jean Secret remarque qu'une église de cette importance dans ce village n'a d'autre explication que son appartenance à un ordre monastique. C'est une des rares églises à collatéral du Périgord et toutes sont monastiques.
Bertrand de Got, archevêque de Bordeaux avant de devenir le pape Clément V, visite le prieuré en 1304.
Jean Secret a écrit que certaines particularités architecturales traduisent des modifications au cours de l'histoire de l'édifice :
- le clocher reposait autrefois sur la croisée de transept. Il a été détruit au cours d'un incendie pendant les guerres de religion[6]. Sa base est visible sous la toiture,
- la coupole de la croisée a été relancée après le XIIe siècle,
- si les piles cruciformes du premier doubleau sont du XIIe siècle, celles du 2e doubleau ont été remontées, probablement au XVIIe siècle,
- les chapelles rectangulaires placées de part et d'autre de l'abside datent du XIXe siècle.

Blaise de Monluc est à Saint-Privat-des-Prés en 1562. L'église est incendiée en 1563.
Des traces de poutres visibles dans le mur nord de la nef peuvent provenir d'une charpente de cloître.
On ne connaît pas les transactions qui ont amené le prieuré dans la collation de Saint-Aignan d'Orléans au XVIe siècle.
Reconstruction de l'église entre 1632 et 1651. Les voûtes de la nef ont été reconstruites pendant cette période en remplacement de voûtes qui devaient être de même style.
Le prieuré a disparu à la Révolution. L'église est devenue paroissiale.
Le dallage de l'église a été restauré en 1866. La façade a été entièrement restaurée en 1998. La pierre étant très abimée, les motifs originels avaient quasiment disparus. Les Compagnons du Devoir, responsables de cette restauration, ont resculptés des motifs qui sont courants dans la région.

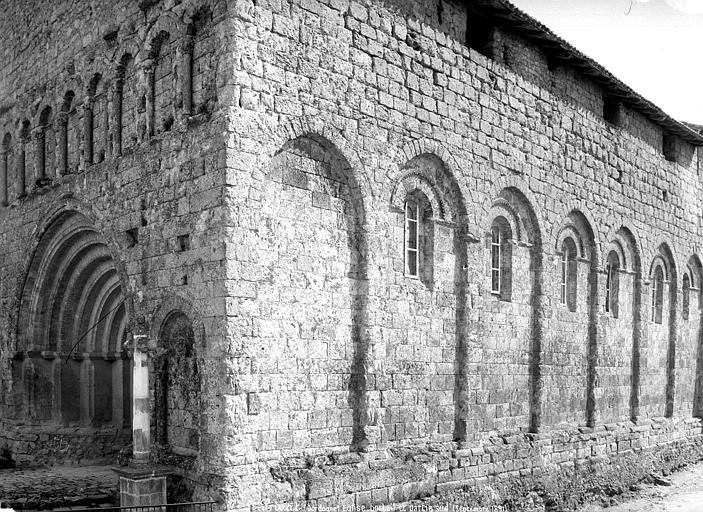
L'angle sud-ouest de l'église en 1891
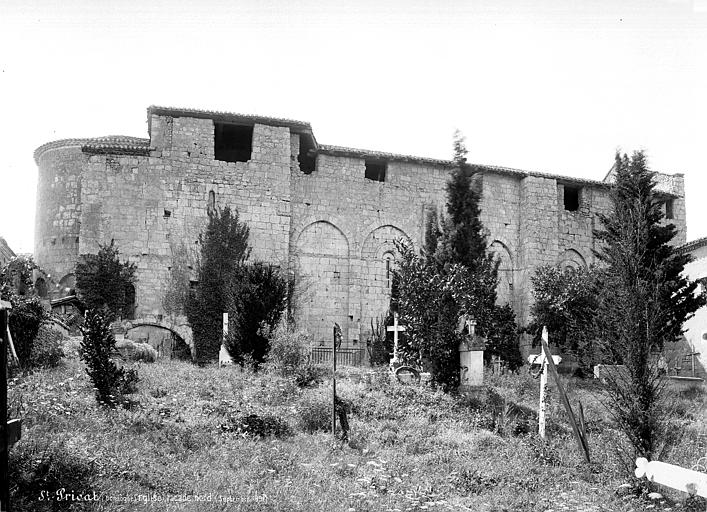
La façade nord de l'église en 1891

## Description
L'église a un plan curieux. La nef est composée de trois travées inégales voûtées en berceau brisé avec un vaisseau central désaxé par rapport au chœur, encadré de deux collatéraux étroits et non parallèles. L'élévation sud de la nef est rythmée par sept arcs d'applique brisés reliant des contreforts plats qui partent d'un bahut taluté. Les six baies en plein cintre du mur sud n'ont pas été percées au milieu des tableaux délimités par les contreforts.

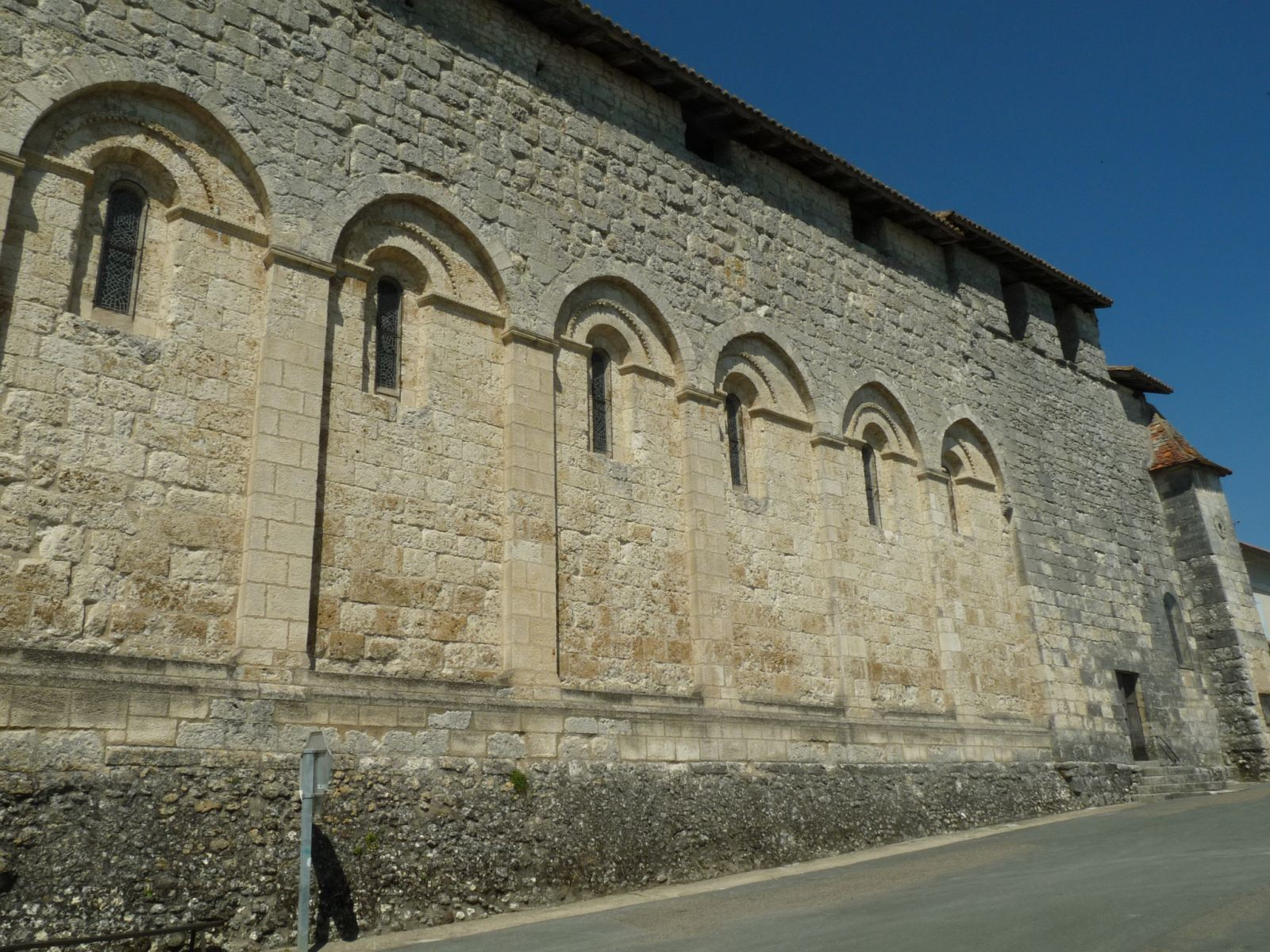
L'élévation extérieure du mur sud de la nef

Le mur nord de la nef est rythmé par des contreforts plats reliés par sept arcs d'applique (deux en plein cintre à l'ouest qui doivent dater du XIIe siècle, les autres en arcs brisés). Un gros contrefort a permis d'y placer un escalier à vis. Seules trois baies ont été ouvertes dans le mur nord.
La croisée du transept est un avant-chœur carré coiffé d'une coupole. Les bras du transept sont voûtés d'un berceau brisé. Le transept déborde peu par rapport aux murs gouttereaux de la nef.
Le chœur se termine par une abside semi-circulaire voûtée en cul-de-four. Des chambres de défense ont été construites au-dessus des voûtes. On y accédait par un escalier à vis situé contrefort placé contre le mur gouttereau du collatéral nord.

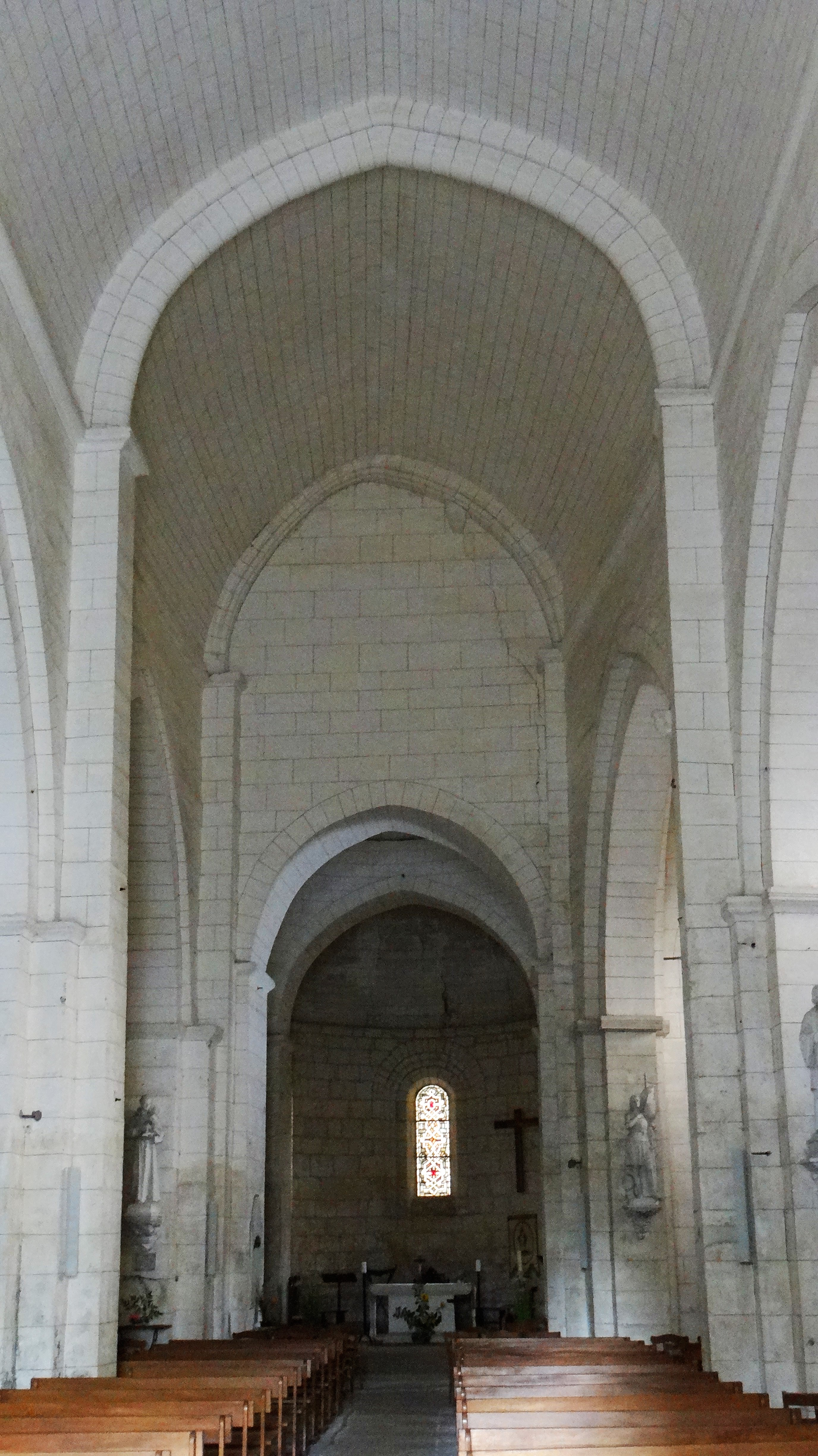
Vaisseau central vers le chœur
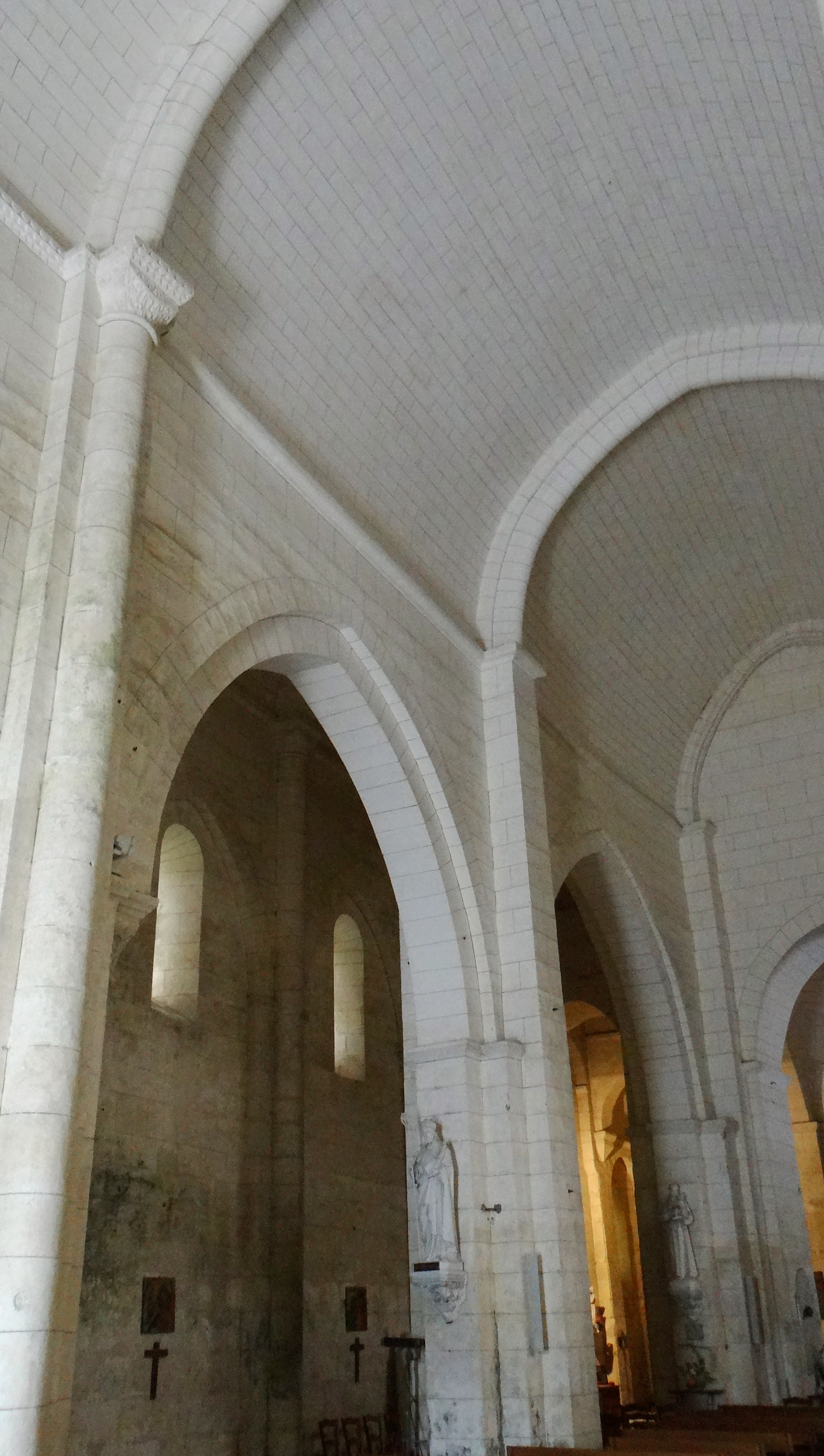
Élévation des piliers de la nef
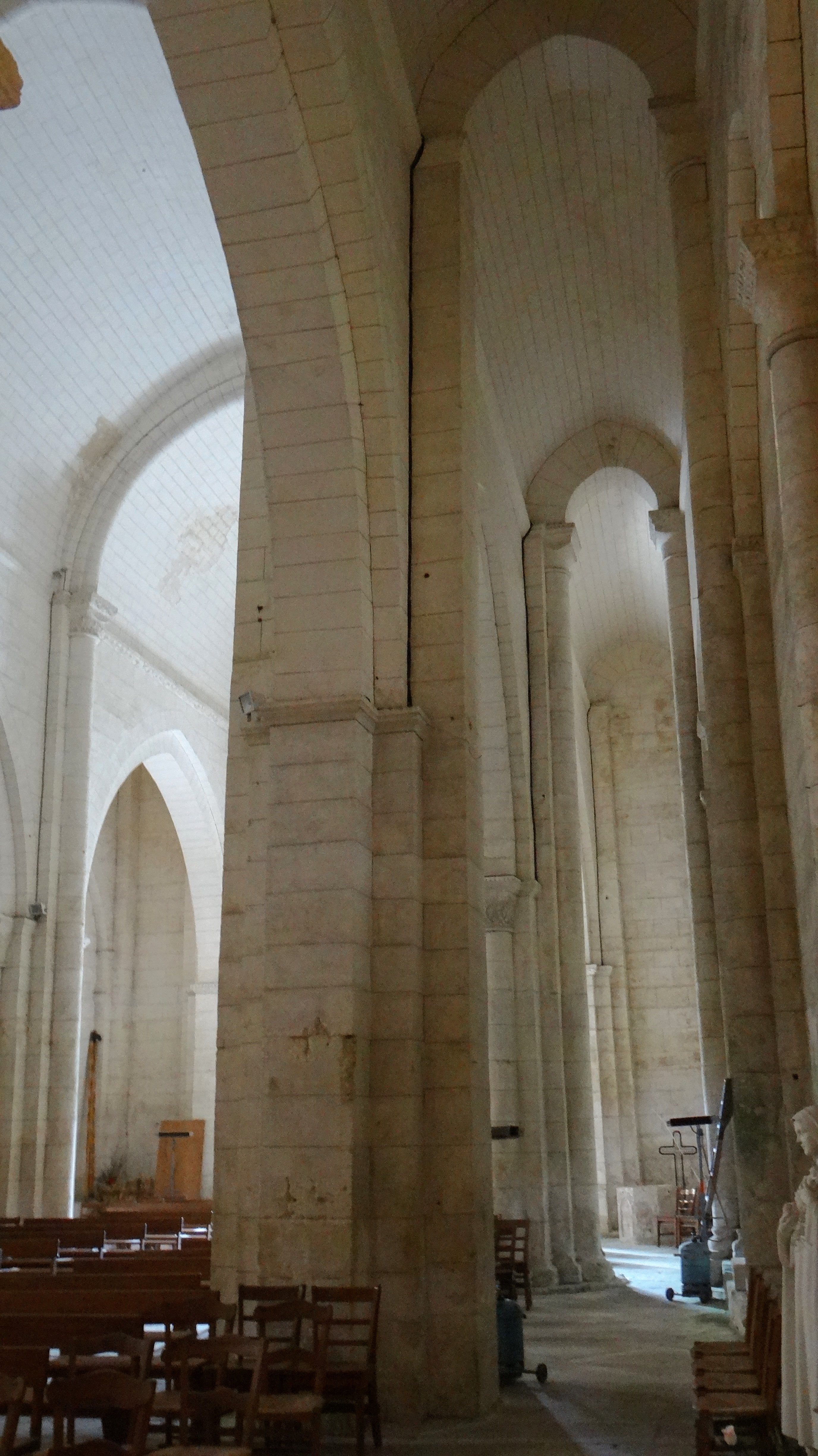
Collatéral nord
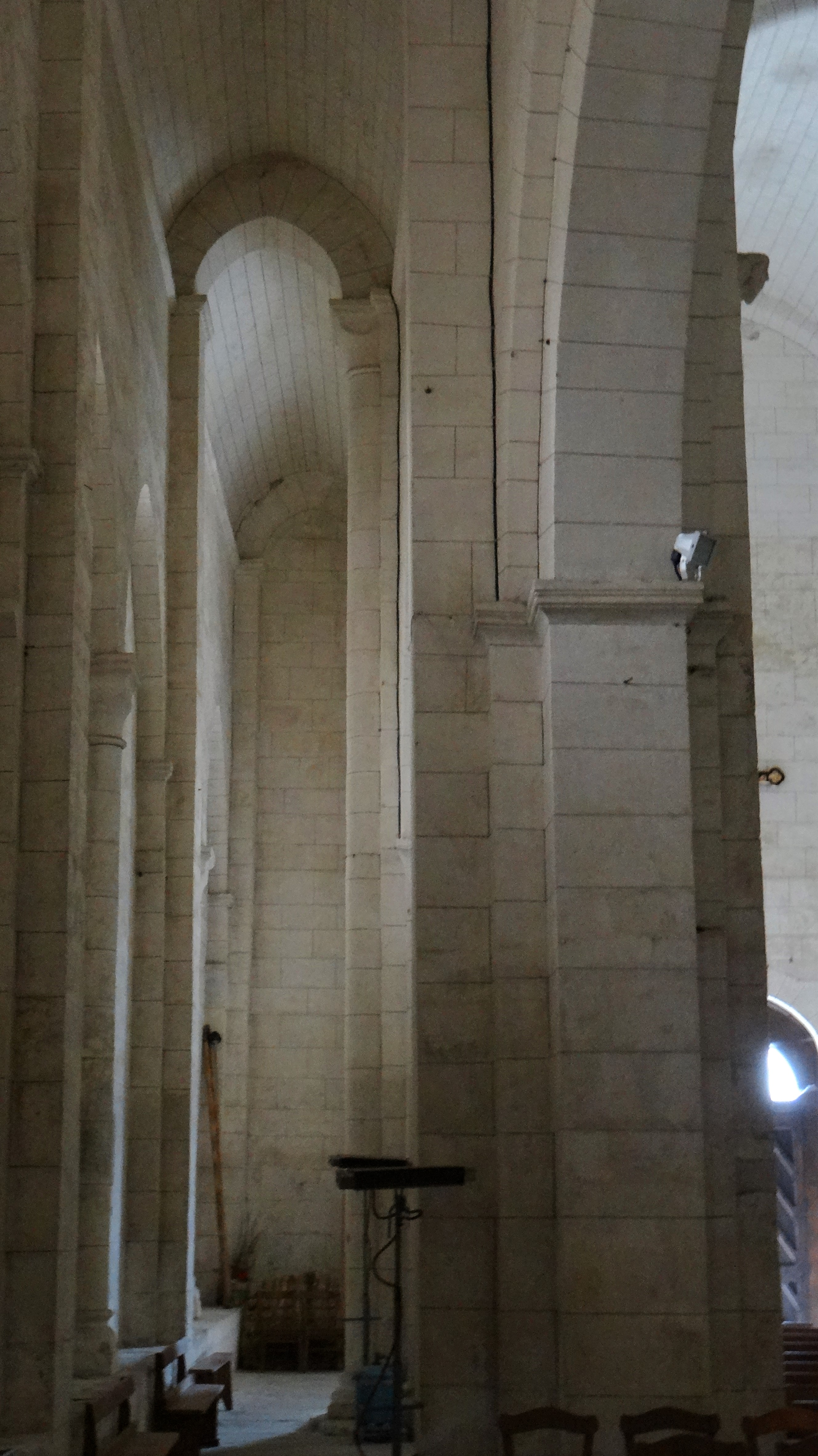
Collatéral sud
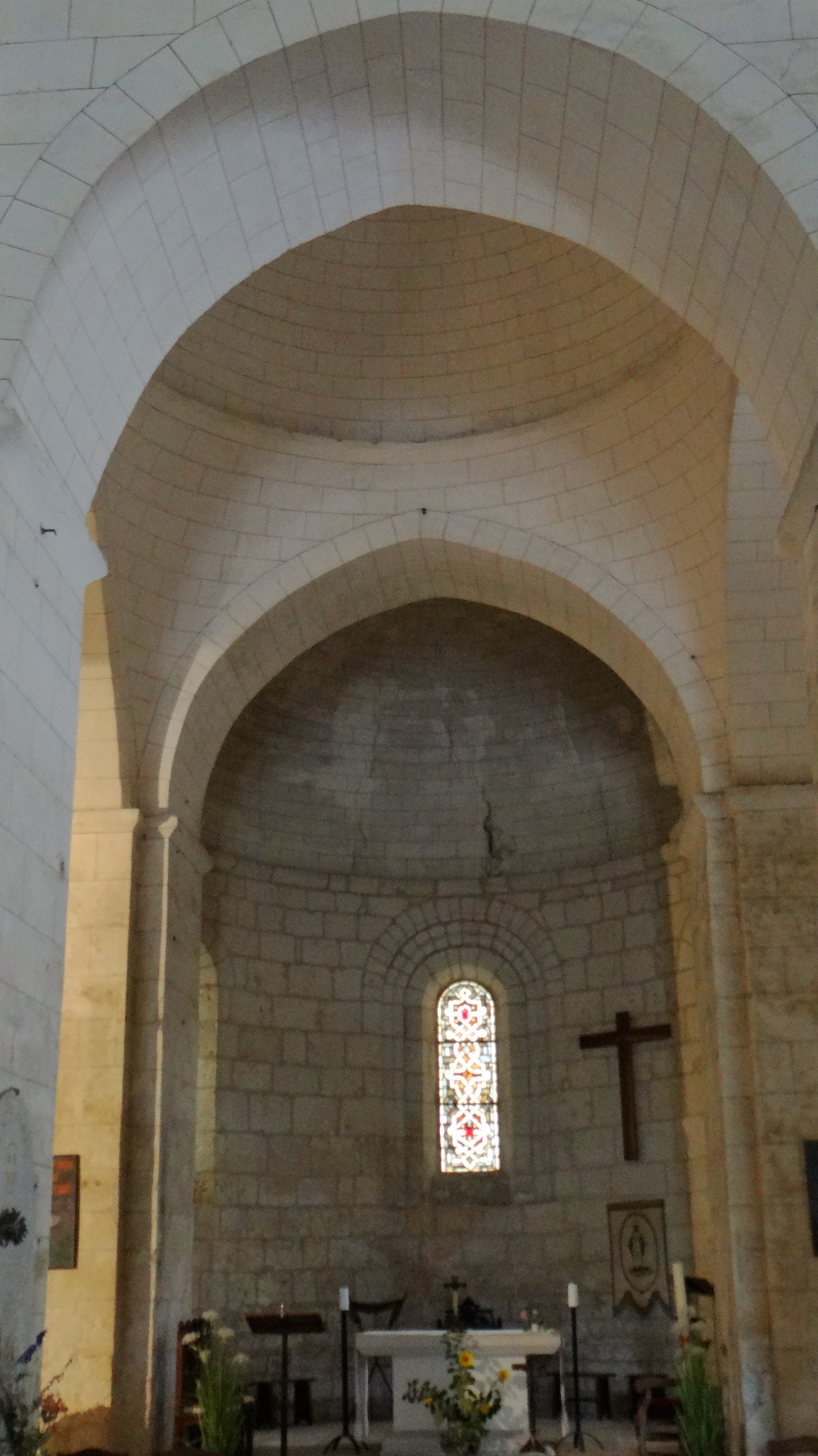
Coupole de la croisée et abside semi-circulaire
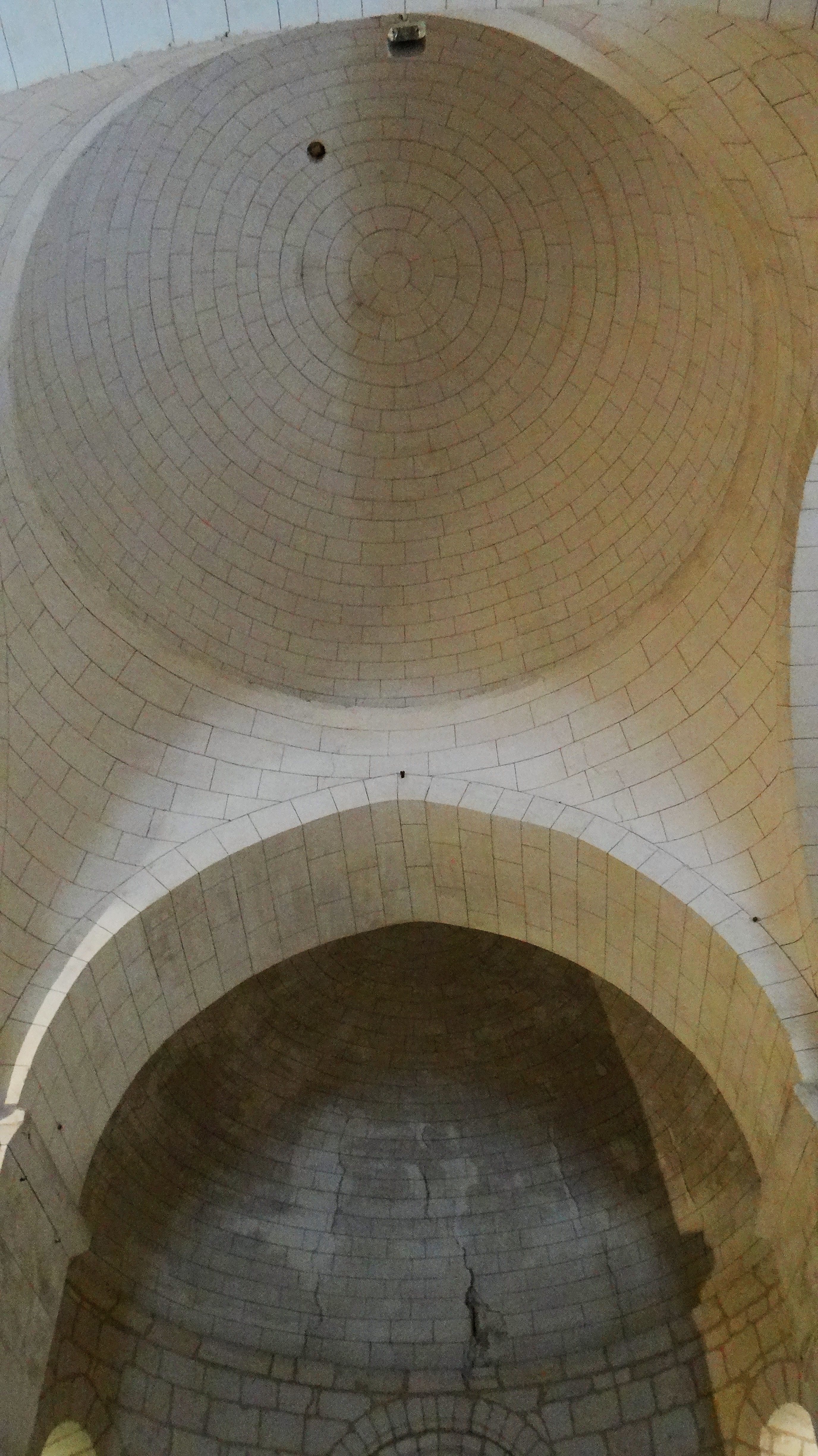
Coupole de la croisée et cul-de-four de l'abside

Les deux piliers les plus à l'ouest de la nef sont décorés de curieux chapiteaux à feuillages.

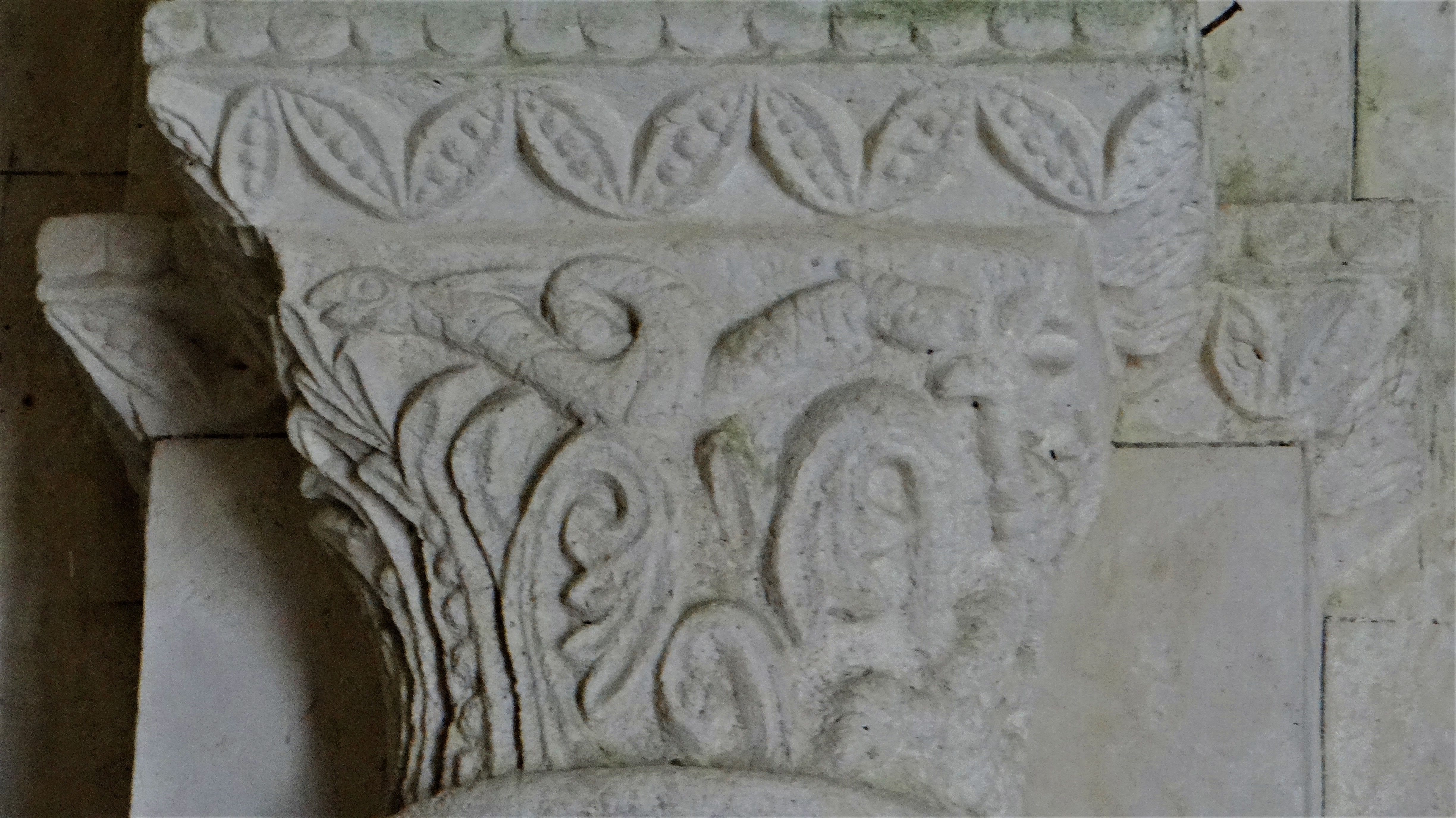
Chapiteau à feuillages des piliers ouest de la nef
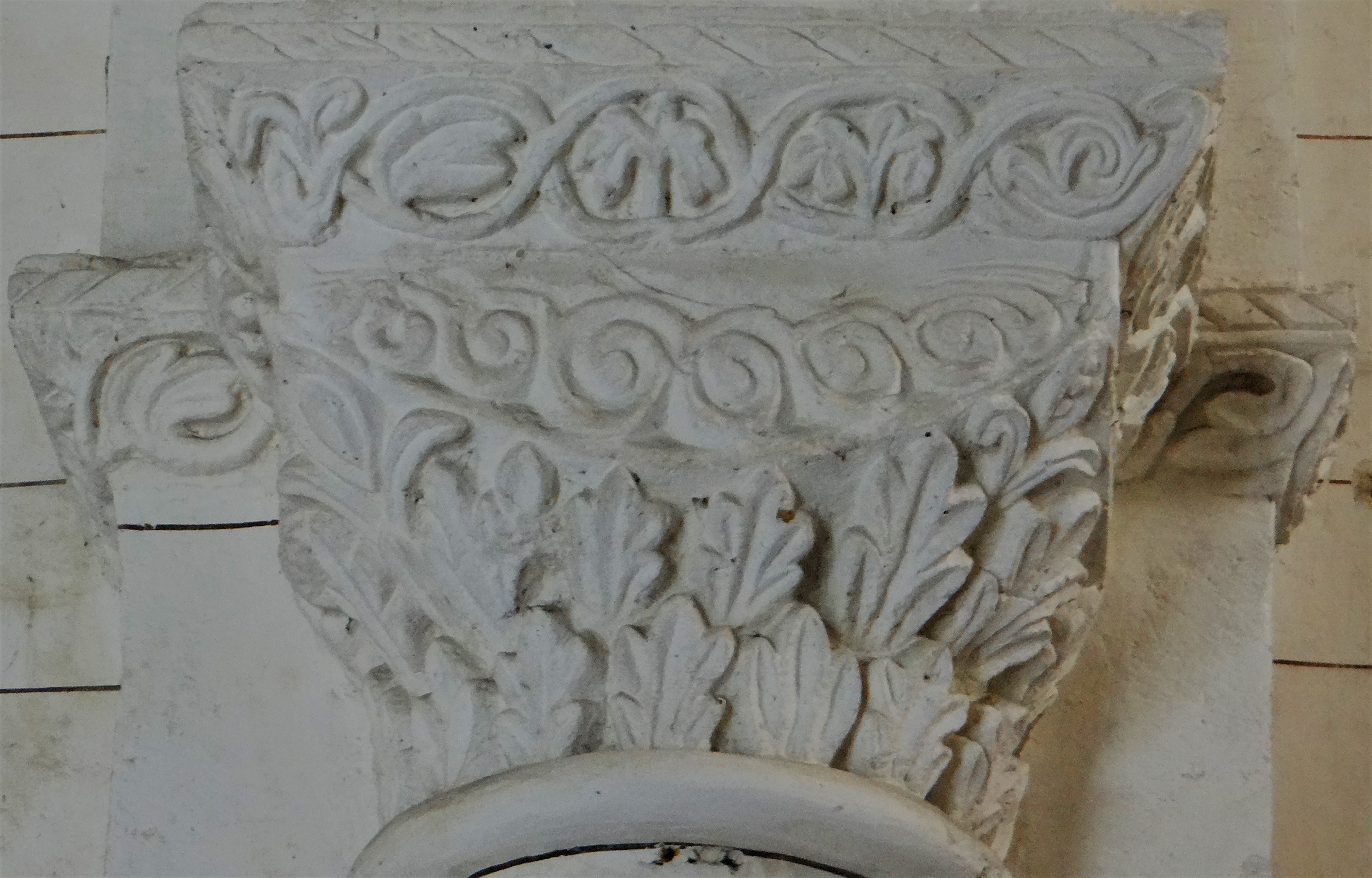
Chapiteau à feuillages des piliers ouest de la nef
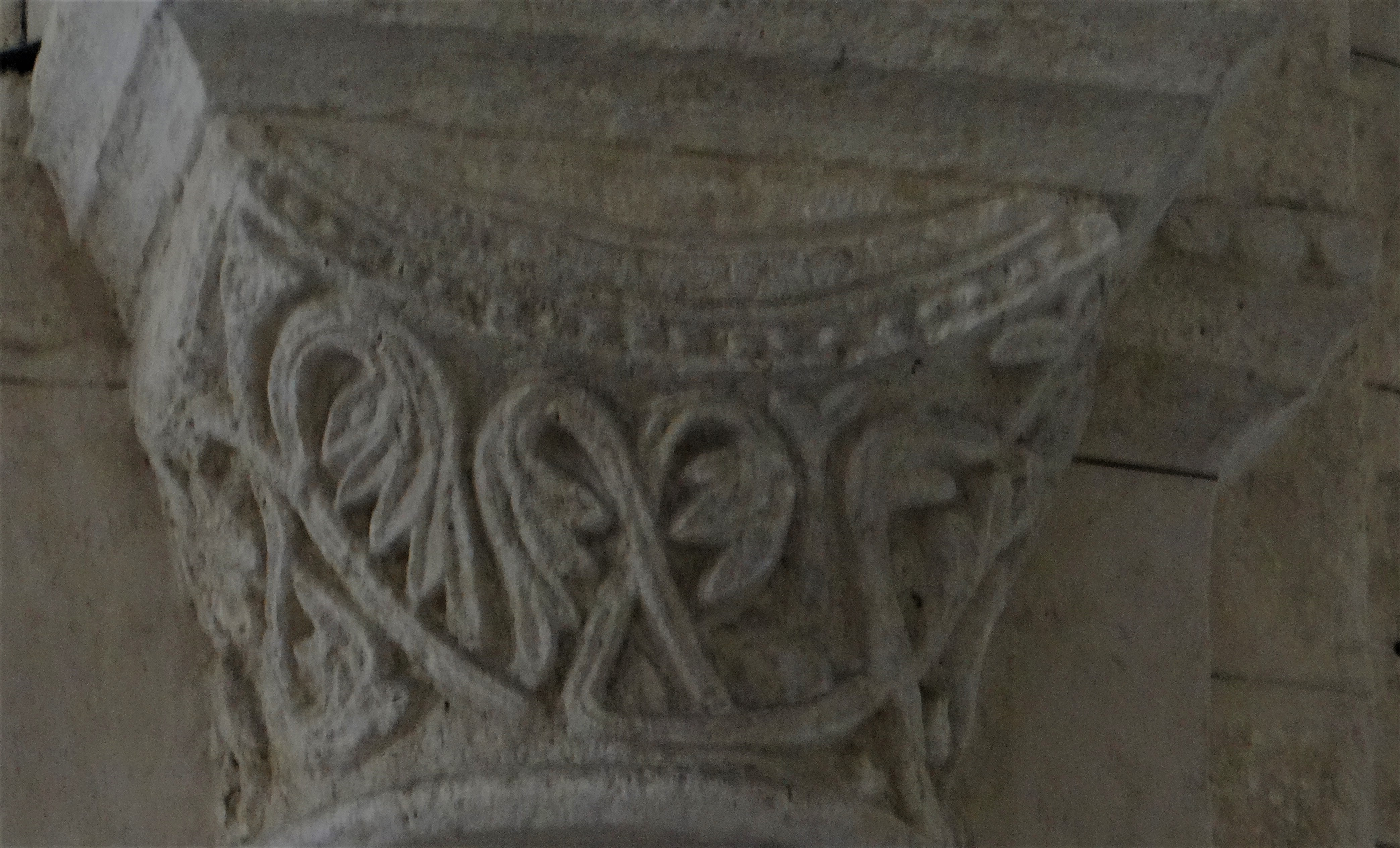
Chapiteau à feuillages des piliers ouest de la nef

Une particularité du mur de la façade occidentale est son épaisseur de 3 mètres permettant d'y placer un couloir de défense. Cette façade est du type roman saintongenais. Le portail monumental est encadré de fausses baies et dominé par une arcature aveugle. Le portail est fait de huit voussures plein cintre ornées de tores, de gorges ou de dents de scie.

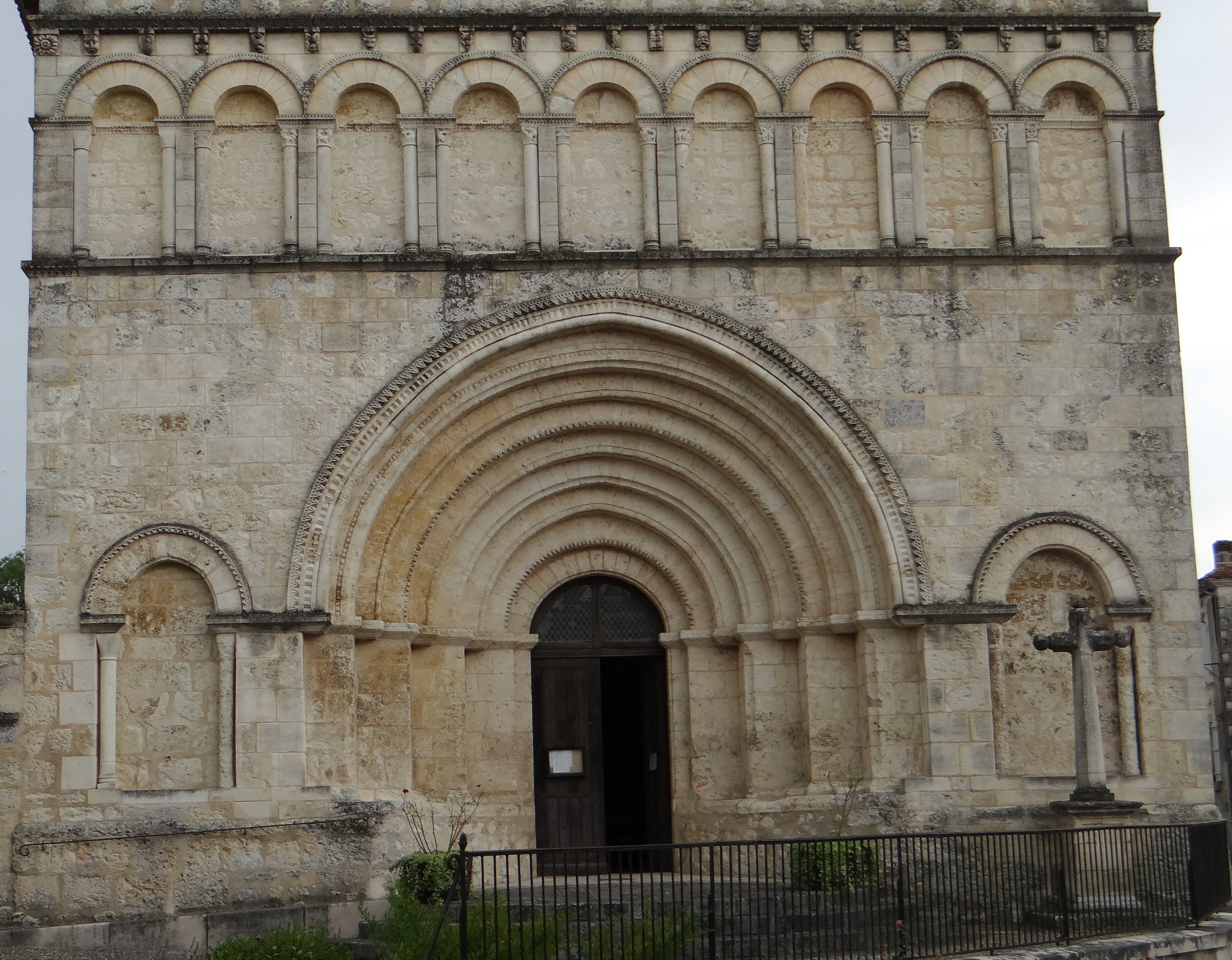
La façade de type saintongenais après sa restauration en 1998
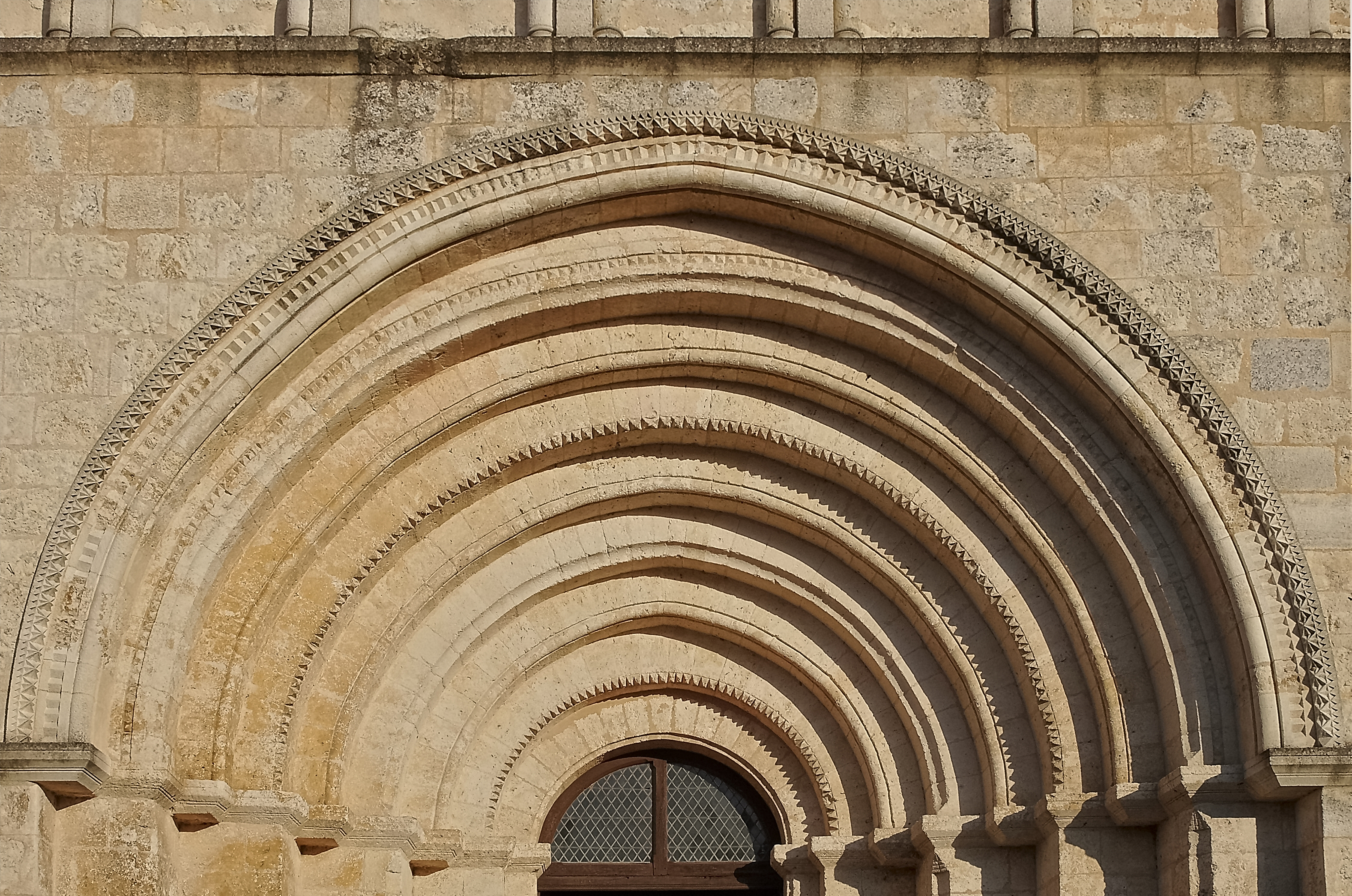
Les voussures du portail
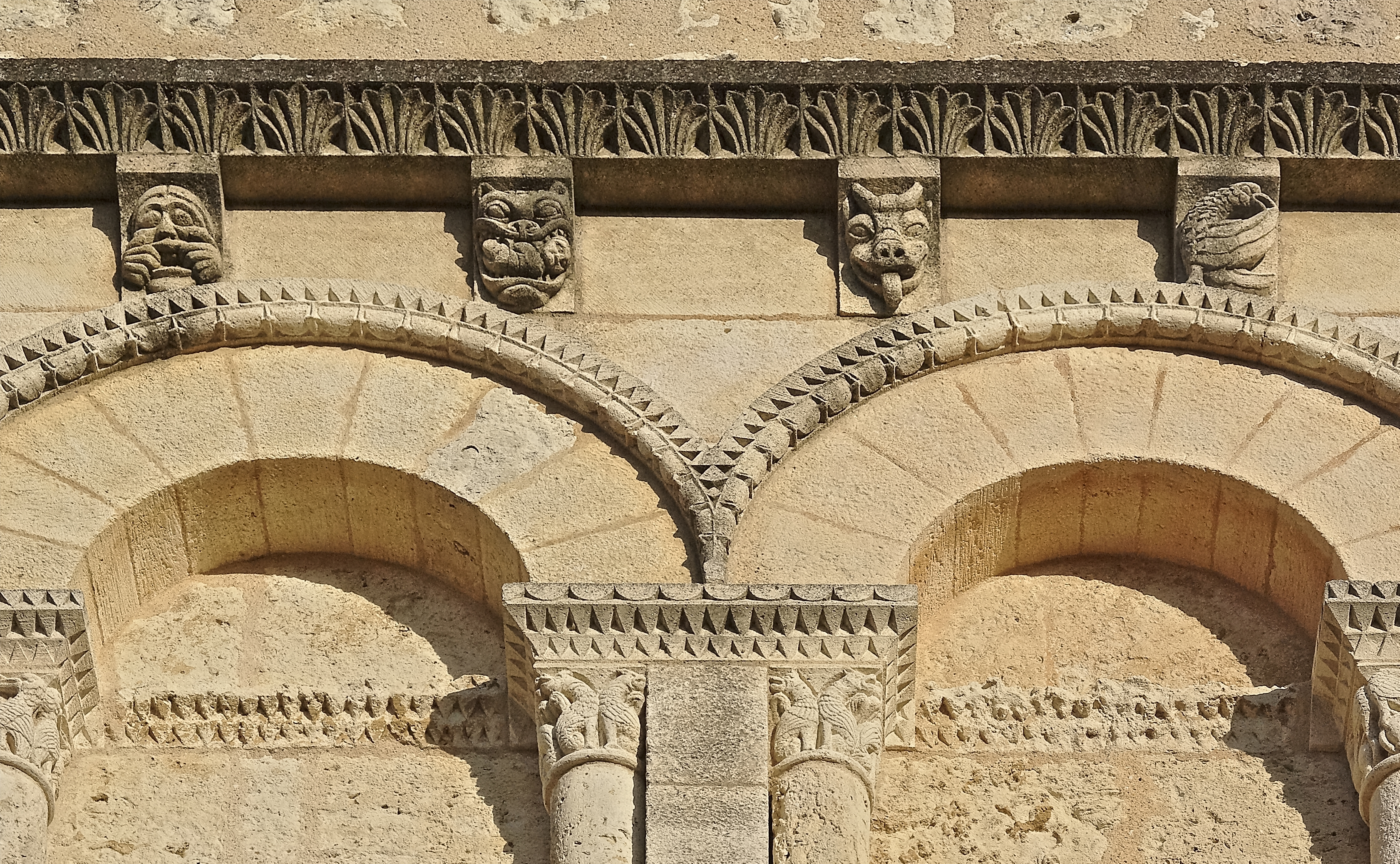
Les modillons reconstitués

L'église est couverte d'un large toit à deux pentes couvrant le vaisseau central et les collatéraux. Le vaisseau central n'a aucun éclairage direct.

## Mobilier
Des éléments du mobilier viennent de la Commanderie générale d'Aubeterre de Ordre hospitalier de Saint-Antoine qui se trouvait à Mirand, commune de Saint-Antoine-Cumond, et vendue comme bien national à la Révolution. L'église a été détruite par un incendie en 1830 :
- absidiole nord : autel du XVIIe siècle, surmonté d'une vierge à l'Enfant en bois sculpté polychrome et doré, marqué du tau des Antonins,
- absidiole sud : autel du XVIIIe siècle,
- cuve octogonale à feuilles d'acanthe de baptistère,
- bénitier creusé dans une colonne gallo-romaine,
- bénitier posé sur une colonnette du XVIIIe siècle,
- tableau : un moine des Antonins, du XVIIIe siècle,
- tableau : Christ en Croix, peint par Louis-Jean Beaupuy qui a habité à Saint-Privat, et a été enseigné à l'École des beaux-arts de Paris,
- chemin de Croix, peint par Louis-Jean Beaupuy.

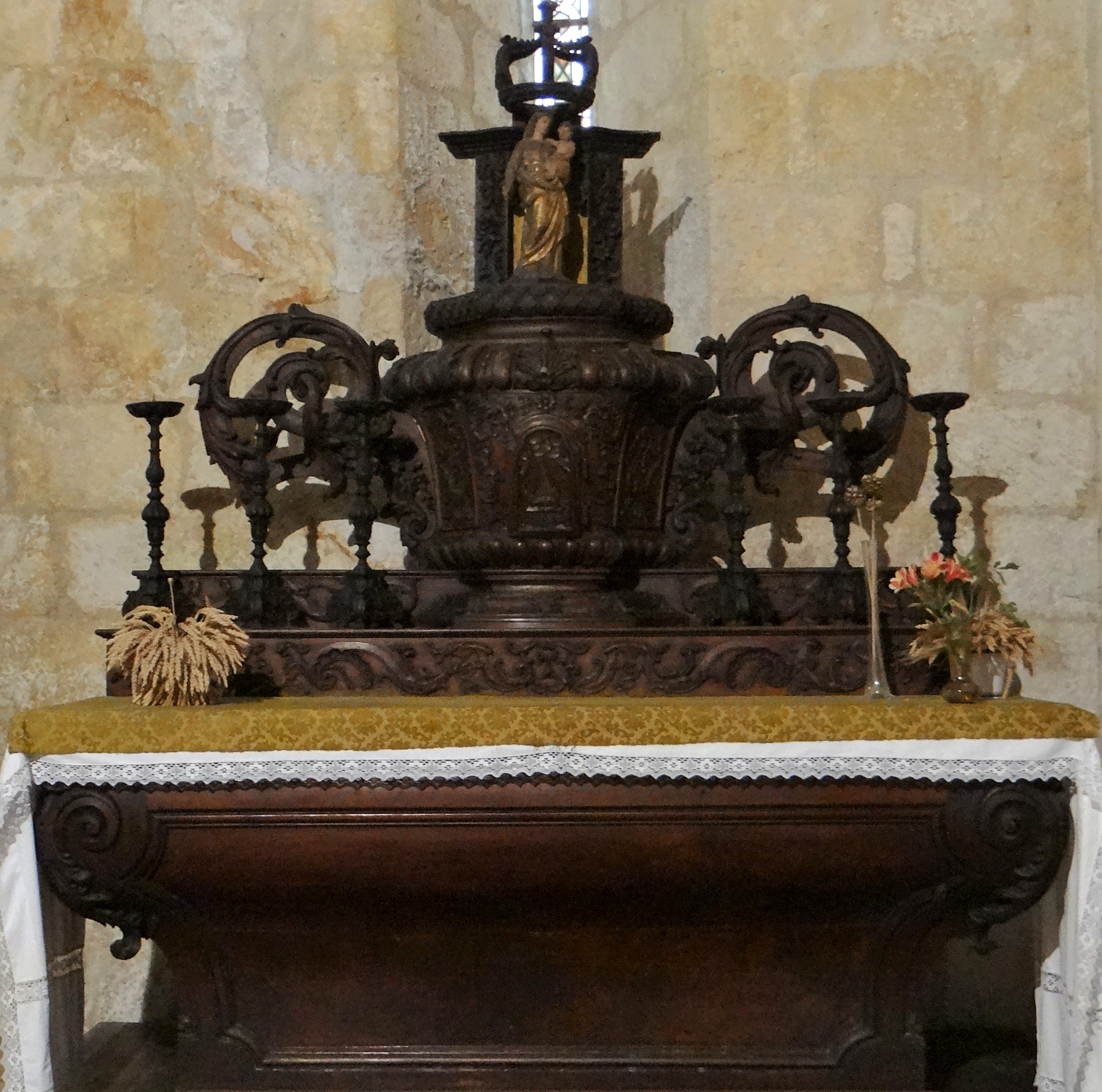
Absidiole nord : autel du XVIIe siècle provenant de l'église des Antonins
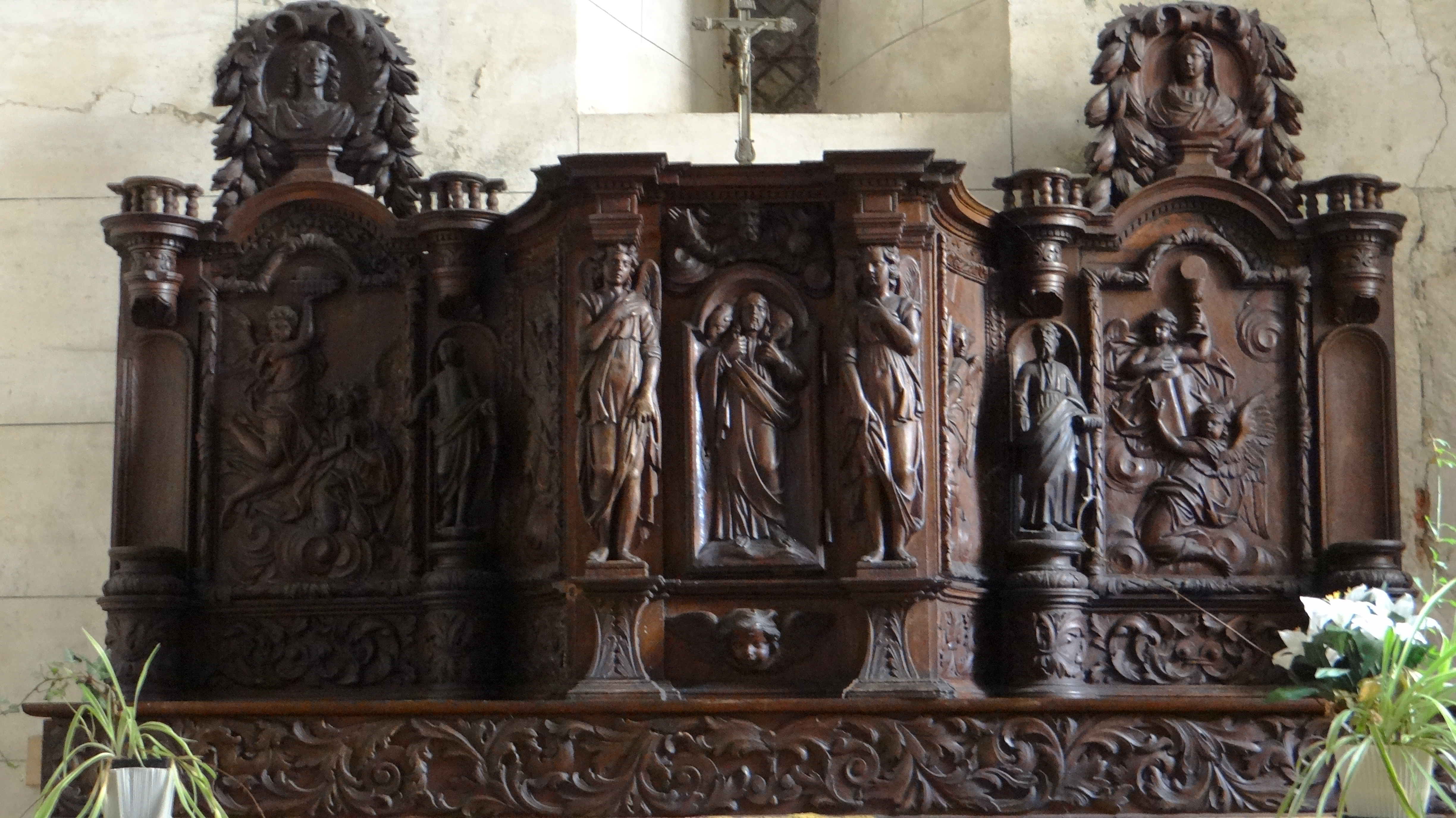
Absidiole sud : autel du XVIIIe siècle
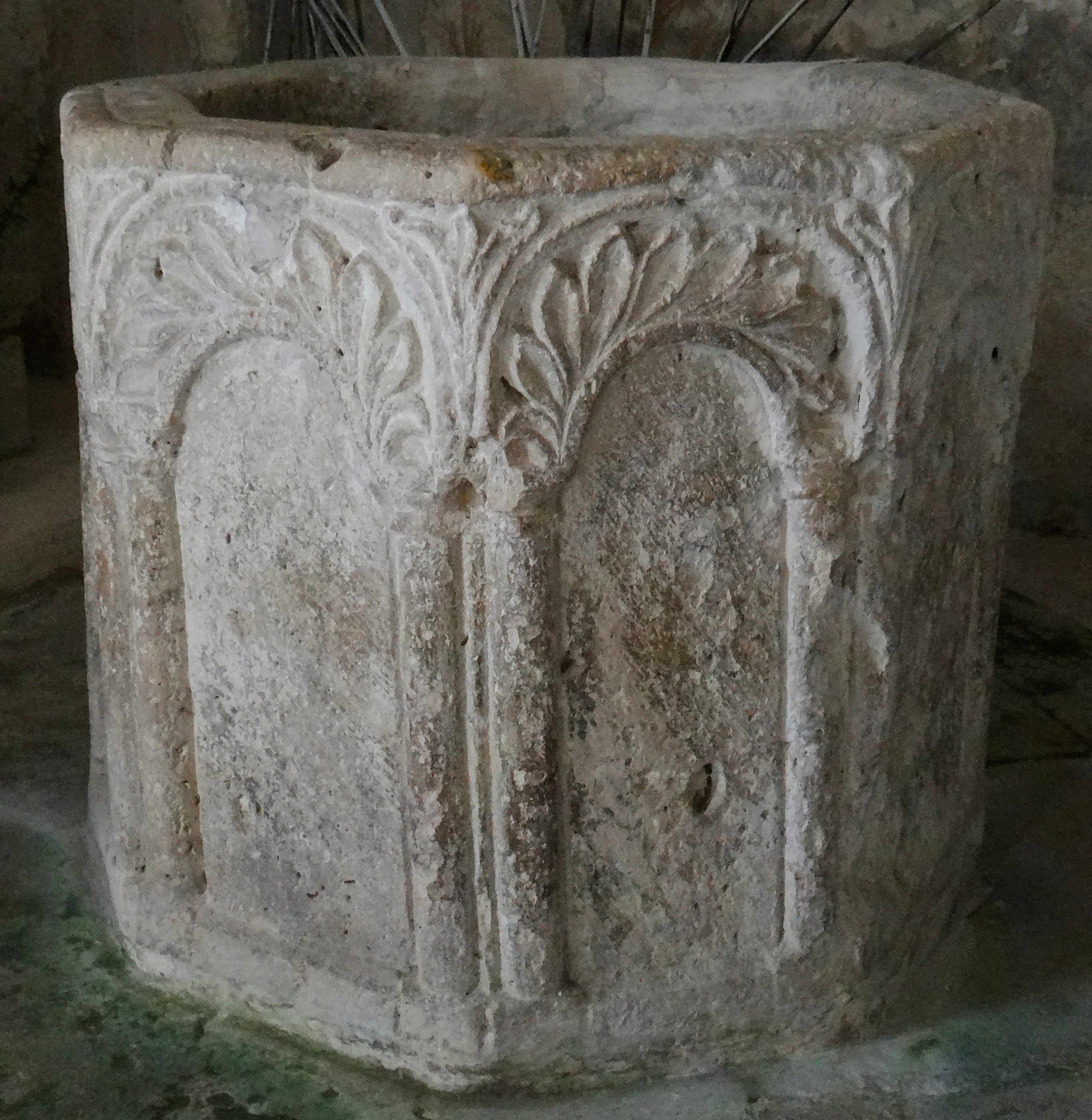
Baptistère

## Dimensions principales
- Longueur du bâtiment : 34,78 m
- Largeur du bâtiment : 11,80 m
- Hauteur sous coupole de la croisée : 10,80 m
- Diamètre de la coupole : 4,80 m
- Longueur de la nef : 23 m
- Hauteur des voûtes de la nef à la clé : 11 m
- Largeur du vaisseau central de la nef : de 5 m à 6,30 m
- Hauteur des bas-côtés à la clé : 8,50 m
- Largeur des bas-côtés : de é à 3 m
- Hauteur des voûtes des croisillons à la clé : 9 m
- Ouverture de l'arc triomphal : 3,90 m
- Hauteur de l'arc triomphal à la clé : 7,10 m

## Protection
L'église Saint-Privat de Saint-Privat-des-Prés, église fortifiée du XIIe, classée par liste au titre des monuments historiques en 1854 d'après l'Inventaire général, en 1862 d'après la notice Mérimée.